# او مرا می‌خواهد
او مرا می‌خواهد (به انگلیسی: She Wants Me) فیلمی محصول سال ۲۰۱۲ و به کارگردانی راب مارگولیس است. در این فیلم بازیگرانی همچون جاش گد، کریستن روهلین، جانی مسنر، ملونی دیاز، آرون یو، هیلاری داف، بریت مورگن، دبرا جو روپ، وین نایت، کورت لاونس و چارلی شین ایفای نقش کرده‌اند.